# (74398) 1998 XD73
(74398) 1998 XD73 – planetoida z pasa głównego asteroid okrążająca Słońce w ciągu 5,01 lat w średniej odległości 2,93 j.a. Odkryta 14 grudnia 1998 roku.